# Jaromír Blažek
Jaromír Blažek [ˈjarɔ̹miːr ˈblaʒɛk] (* 29. Dezember 1972 in Brünn) ist ein ehemaliger tschechischer Fußballtorwart und heutiger Torwarttrainer.

## Verein
Blažeks wechselvolle Karriere begann in Blansko in der Nähe von Brünn und führte von da in die Hauptstadt Prag zum tschechoslowakischen Erstligisten Slavia. Als Ersatztorhüter kam er dort von 1990 bis 1992 zu seinen ersten Erstligaeinsätzen. Danach ging er für ein Jahr als Nummer 1 nach České Budějovice.
1993 kam die Teilung der Tschechoslowakei und damit eine neue erste Liga, in der Blažek bei Viktoria Žižkov spielte und mit dem Pokal seinen ersten Titel errang. 
Im Jahr darauf wechselte er wieder in die Hauptstadt zum FC Bohemians Prag. Allerdings stiegen die Bohemians in diesem Jahr ab und statt in der zweiten Liga zu spielen, wurde er für ein Jahr an seinen alten Verein Slavia Prag in der ersten Liga als Ersatztorhüter ausgeliehen. Nach dem Wiederaufstieg blieb er den Bohemians treu, auch als diese zwei weitere Jahre in der Zweitklassigkeit verbrachten. 
Nach dem Wiederaufstieg ergriff er während der Saison die Gelegenheit, zum Spitzenclub und Serienmeister Sparta Prag zu wechseln und errang mit ihnen zwei Meisterschaften in Folge. 
Da er aber nicht als Stammtorhüter  gesetzt war, ging er 2001 für ein Jahr zum Ligakonkurrenten Marila Příbram. 
Nach seiner Rückkehr 2002 konnte er sich aber endgültig durchsetzen und war unumstrittene Nummer 1 zwischen den Pfosten. Nicht nur in der Meisterschaft und bei den zwei Pokalsiegen, sondern auch bei den zahlreichen Champions-League Auftritten des Vereins galt er als wichtiger Rückhalt bei Sparta Prag.
Am 2. Mai 2007 verkündete der 1. FC Nürnberg, dass Blažek ab der Saison 2007/08 für die Franken spielen wird. Er erhielt einen Vertrag bis zum Sommer 2009. 
Beim FCN wurde Blažek als Ersatz für Raphael Schäfer verpflichtet, der im Sommer 2007 zum VfB Stuttgart wechselte. Da auch die Nummer 2 in der Vorsaison bei den Nürnbergern, Daniel Klewer, durch gute Pokalleistungen überzeugt hatte, entschied sich erst zum Saisonstart die Stammtorhüterfrage zugunsten des erfahreneren Blažek. Nach einem schwierigen Saisonverlauf mit einer instabilen Abwehr, zu deren Verunsicherung auch der Tscheche mit dem ein oder anderen Fehlgriff beitrug, fand sich der 1. FC Nürnberg auf einem Abstiegsplatz wieder. Die angespannte Situation entlud sich am 21. Spieltag, als er nach dem Ausgleichstreffer von Abstiegskonkurrent FC Energie Cottbus die Clubfans mit einer Geste zur Ruhe bringen wollte. Das nahmen ihm die Zuschauer übel und starteten „Daniel Klewer“-Sprechchöre. Im darauffolgenden Heimspiel gab Thomas von Heesen diesem dann auch als Torwart den Vorzug. Nach nur drei Spielen kehrte Blažek allerdings wieder in die Startelf zurück, als Klewer wegen einer Mandelentzündung ausfiel. Die Versöhnung mit den Fans gelang dem Torhüter im Heimspiel gegen den VfL Wolfsburg, als er einen von Marcelinho geschossenen Elfmeter hielt, auch wenn das Spiel später wegen zu starken Regens abgebrochen und nicht gewertet wurde. Allerdings fand die wechselvolle Saison für Blažek bereits kurz darauf ein vorzeitiges Ende, als er nach einem Muskelfaserriss in der Bauchdecke ausgewechselt werden musste und in den letzten Wochen bis zum Saisonende nicht mehr zurückkehrte. Die Saison 2007/08 endete mit dem Abstieg des 1. FC Nürnberg in die 2. Bundesliga.
Nach nur einer Saison bei den Franken teilte Blažek im Juni 2008 seine Rückkehr zu Sparta Prag mit, wo er einen Zwei-Jahres-Vertrag mit Option auf ein weiteres Jahr erhielt. Dort kam er am 9. August 2008, dem zweiten Spieltag der zweiten Liga zu einem Einsatz mit der zweiten Mannschaft. Seinen ersten Einsatz mit dem ersten Team hatte er am 19. Oktober 2008, dem zehnten Spieltag. Danach kam er bis zum Saisonende in allen Ligaspielen zum Einsatz. Nachdem er in der Hinrunde 2011/12 seinen Stammplatz verloren hatte, wechselte er in der Winterpause zum Zweitligisten FC Vysočina Jihlava, mit dem er in die Gambrinus Liga aufstieg.

## Nationalmannschaft
Ab seiner Zeit bei Sparta war Jaromír Blažek auch ein Thema für die tschechische Fußballnationalmannschaft. Am 29. März 2000 wurde er erstmals in einem Freundschaftsspiel eingesetzt. Bei allen wichtigen Turnieren war er als Nummer 2 für sein Land dabei. Er spielte bei der Europameisterschaft 2004 im Gruppenspiel gegen Deutschland, das Tschechien 2:1 gewann und war auch für die Fußball-Weltmeisterschaft 2006 in Deutschland sowie die Europameisterschaft 2008 in Österreich und der Schweiz im tschechischen Aufgebot gesetzt.

## Statistik
Titel / Erfolge
- Tschechischer Meister: 1996 (Slavia Prag), 2000, 2001, 2003, 2005, 2007 (Sparta Prag)
- Tschechischer Pokalsieger: 1994 (Viktoria Žižkov), 2004, 2006, 2007 (Sparta Prag)